# Cruising (Homosexualität)

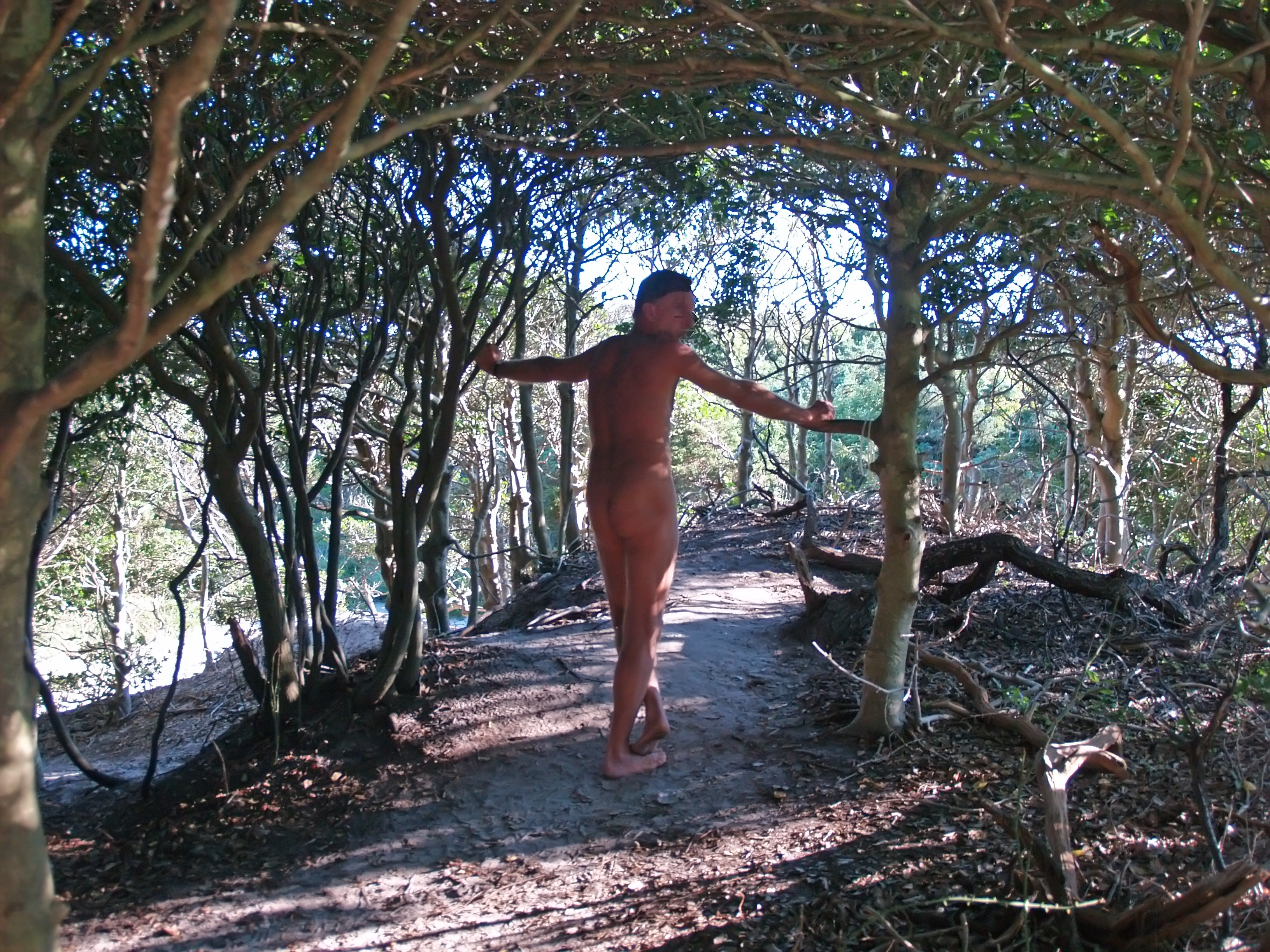
Ein Mann auf dem sogenannten meat rack („Fleischregal“) auf Fire Island, USA

Als Cruising (aus der englischen Seefahrersprache für „mit dem Schiff kreuzen, herumfahren“) wird im Kontext schwuler Sexualität die bewusste, aktive und gewöhnlich mobile Suche nach einem Sexualpartner bezeichnet. Der Suchende schaut dabei nach potenziellen Partnern und achtet auf eventuelle Signale, mit denen sie Interesse bekunden. Gleichzeitig setzt er selbst für Eingeweihte erkennbare Signale mittels Körpersprache, Gesten, Kleidungsstücken oder sogar systematischen Farbcodes, welche alle als soziale semiotische Codes angesehen werden können. Cruising ist ein Weg zur Umgehung der gesellschaftlichen Konvention, welche eine förmliche Vorstellung oder eine andere Vermittlung durch Dritte bei der Suche nach intimen Begegnungen mit Fremden erfordert.
Oft endet Cruising mit spontanem anonymem Sex im Privaten oder der Semi-Öffentlichkeit, ein Wortwechsel ist dabei in manchen Situationen nicht unbedingt nötig. Im schwulen Kontext wird es oft als Synonym für den schnellen anonymen Sex verwendet.

## Etymologie
Das englische Verb to cruise bedeutet „herumfahren“ und speziell in der Seefahrt „[herum]kreuzen, eine Seereise machen“. In den USA tauchte bereits im Jahre 1868 das Substantiv cruiser in der Bedeutung „Prostituierte“ auf, heute ist damit meist eine Person gemeint, die Cruising betreibt, oder ein bestimmter Surfer. Ab 1925 sind dort das Verb cruise und ab 1927 das Substantiv cruising in der hier verwendeten Bedeutung nachgewiesen und 1941 steht es in einem speziellen Glossar. Ab 1949 ist die Verwendung des Adjektivs cruisy bzw. cruisey für einen Ort, an dem viele homosexuelle Männer einen Sexpartner suchen, bekannt. In Neuseeland kann dies auch „entspannend, erfreulich“ bedeuten. Das Verb to cruise in der Bedeutung „gemeinsames, langsames Herumfahren von Teenagern mit ihren Autos“ ist erst seit 1957 nachgewiesen.
Das Substantiv cruise joint kann eine Bar oder ähnliche Örtlichkeiten bezeichnen, an denen Cruising betrieben wird. Vor allem im Freien, aber auch in Gebäuden werden Gebiete, in denen Cruising betrieben wird, als Cruising-Zonen, Cruising-Areas oder Cruising-Grounds bezeichnet. Umgangssprachlich wird es auch als meat market („Fleischmarkt“, UK 1957), meat rack („Fleischregal“, „Fleisch-Abstellplatz“, US 1962) bezeichnet. Der berühmteste unter genau diesem Namen bekannte Platz ist ein Gebiet mit Dünen, Kiefern und vielen Pfaden zwischen Fire Island Pines und Cherry Grove auf Fire Island. Meat rack wurde auch nach England importiert und bezeichnet dort seit mindestens 1972 den Piccadilly, wo auch viele männliche Prostituierte anzutreffen sind. Meat hat im Englischen auch die umgangssprachliche Nebenbedeutung „Penis“. In Australien nennt man solche Räume beat und das cruisen doing the beat. In England ist es auch als trolling bekannt, welches von to troll aus der Sprache Polari stammt. Den Platz dazu bezeichnet man als trolling ground. Manchmal wird auch cottaging (von englisch cottage „kleine Strandhütte“) verwendet, dies bezeichnet aber meist speziell die Verwendung einer öffentlichen Toilette zum Cruisen.
Ein Gay Cruise ist heute jedoch fast immer eine schwule Reise, meist eine Schifffahrt für schwules oder auch lesbisches Publikum, wobei es des Öfteren zu zweideutigen Anspielungen auf das Cruising kommt.
In der deutschsprachigen Schwulenszene wird Cruising, wie einige andere Importbegriffe auch, vor allem ab Ende der 1960er/Anfang der 1970er Jahre verwendet. Aus dem Amerikanischen wurde es auch in einige andere Sprachen übernommen.
Im Englischen existiert als heterosexuelles Pendant mit ähnlicher Bedeutung picking up [a person], was übersetzt „[jemanden] abschleppen, aufgabeln“ bedeutet.

## Cruisen
Wenn männerbegehrende Männer cruisen, wird dies traditionell systematischer und zielgerichteter vollzogen als flirten unter Heterosexuellen, da jene größeren Risiken ausgesetzt sind, auch wenn diese in liberalen Gesellschaften abnehmen – tätliche Angriffe durch heterosexuelle Männer, welche einem die Kontaktaufnahme übelnehmen; Fallen von Polizisten in Zivil oder gar als Agents Provocateurs; „Schwulenklatschen“ durch Teenager, die Nervenkitzel suchen; Raubüberfälle oder Ähnliches. Unter anderem führen die traditionellen Fähigkeiten im verdeckten Cruising auch zum Mythos, dass Homosexuelle einen sechsten Sinn haben, um sich gegenseitig zu erkennen, obwohl sie einander völlig fremd sind. Dies wird auch Gaydar („Gay-Radar“) genannt und wurde teilweise wissenschaftlich erforscht. Im Laufe der Zeit, als in vielen Ländern das allgemeine Wissen um Homosexuelle und die Toleranz stieg, wurde Cruising weniger verdeckt betrieben und manche Techniken werden auch von heterosexuellen Frauen und Männern verwendet. In anderen Ländern muss es noch immer sehr verdeckt vonstattengehen. Cruising bringt neben dem möglicherweise danach erfolgenden Sex auch andere Vergütungen: Genuss, Aufregung und Bestätigung.
Typischerweise kann man den Prozess des Cruising in vier Etappen einteilen:
1. Suchen
2. Verfolgen
3. Signalisieren (erotisches Interesse, wichtig ist Blickkontakt)
4. Verhandeln (zu bestimmten Gelegenheiten auch nonverbal)

„Das Anblicken ist kombiniert mit einer anderen Mobilität; du kannst Nachgehen, du kannst stoppen und vorgeben, in Auslagen zu sehen, du kannst dich auf einer Bank niedersetzen und wieder aufstehen, du kannst draussen in Chiswick landen. Was Cruising genannt wird, ist diese Kombination von Blicken und Bewegungen, welche im geschützten Bereich in der Schwulenbar ablaufen können und ihr angemessenes Territorium draussen in der Stadt finden.“

Ein Punkt ist, zu wissen, an welchen Orten und zu welchen Zeiten sich das Ganze abspielt. Als Informationsquellen dienen vor allem international der Spartacus International Gay Guide, das Internet, lokale Reiseführer und Zeitschriften und persönliche Kontakte zu Leuten vor Ort. Dabei erfährt man auch oft von potenziellen Gefahren. Letztendlich muss man durch Beobachtung feststellen, ob die Örtlichkeit aktiv ist, und mit etwas Erfahrung kann man auch selbst abschätzen und erkennen, welche Örtlichkeiten geeignet sind. Wenn man auf Suche ist, flaniert man beispielsweise oft längere Zeit an einem Ort und erkennt so Männer, welche einem immer wieder begegnen, im Gegensatz zu jenen, die nur vorbeigehen. Mit Erfahrung und Kenntnis ethnischer und örtlicher Konventionen gelingt dies in viel kürzerer Zeit. Die weiteren verwendeten Techniken sind aber nicht auf diese Orte beschränkt und können jederzeit angewandt werden, manche haben auch ganz persönliche Vorlieben für bestimmte Plätze. Wenn man mit Freunden unterwegs ist, trennt man sich meist vorher von ihnen, spätestens bei der Verfolgung, da Cruising überwiegend alleine betrieben wird. Nach erfolgreicher Partnersuche trifft man sich manchmal wieder.
Die heutigen Techniken beim Cruising reichen vom offensichtlichen Anstarren über Verfolgen des begehrten Partners über Häuserblöcke hinweg; Kommentare vorgeblich zu Dritten machen, aber mit der Intention, dass sie vom begehrten Fremden gehört werden; bis zu den verdecktesten, wo weitere Personen anwesend sind und nicht bemerken, dass eine Liaison ausgehandelt wird – Privatheit also mitten in der Öffentlichkeit. Offenes Cruising verwendet den Einfallsreichtum, um eine Ausrede zu finden, um sich selbst vorzustellen, und viele dieser Techniken werden auf die gleiche Art von Männern und nach Kundschaft suchenden weiblichen Prostituierten verwendet, vor allem wenn offene Prostitution verboten ist. Beim versteckten Cruising ist vor allem die richtige Verwendung der Augen kritisch. Der Blickkontakt muss weniger als ein Anstarren sein, aber doch mehr als ein flüchtiger Blick. Dies ist besonders effektiv, wenn man sich dann simultan „überrumpelt“ (beispielsweise umdrehen, nachdem man aneinander vorbeigegangen ist) und sich jeweils ein wissendes Lächeln zuwirft. So ist auch ein Buch über Cruising Backward Glances („Blicke zurück“) betitelt. Hat der potenzielle Partner kein Interesse, so ignoriert er einfach den Blickkontakt. Manchmal geht das Spiel ein paar Mal hin und her, aber bei Interesse ist das Signalisieren meist in weniger als fünf Minuten abgeschlossen. Dauert es zu lange, mehr als zehn bis zwanzig Minuten, dann verliert einer das Interesse und wendet sich ab. In Bars und Discos kann sich dies in Zeitabständen einige Male wiederholen und nach Stunden doch ein Kontakt zustande kommen.
Personen, welche nicht aktiv suchen wollen, aber willig sind „gecruised“ oder „abgeschleppt“ zu werden, können sich einfach in bekannten Cruising-Areas aufhalten. Blickkontakt ist aber auch hier wichtig.
Zusätzliche Hilfsmittel, einen potenziellen Partner zu erkennen, waren manchmal auch Farbcodes. Verwendet wurden die Farben vor allem für einzelne, eher kleinere Accessoires. So galt, initiiert durch die grüne Nelke von Oscar Wilde, eine Zeit lang grün – mindestens von 1896 bis auf jeden Fall 1929 – als symbolträchtige Farbe. In Paris galten vor allem grüne Krawatten als Erkennungszeichen. Auch in den USA war grün eine Farbe der Wahl, was sogar eine verschlüsselte Erwähnung im Lied „Green Carnation“ in der Operette Bitter Sweet findet. In der allgemeinen Öffentlichkeit hielt sich diese Zuordnung dann noch bis in die 1950er Jahre. Ende des 19. Jahrhunderts galt in New York City eine rote Krawatte als Markenzeichen männlicher Prostituierter. Im Jargon der schwulen Szene sprach man von „wearing one’s badge“ („sein Erkennungszeichen tragen“). Vor dem Zweiten Weltkrieg war es allgemein eines der besser bekannten Zeichen für schwule Männer. Besonders im England der 1960er Jahre galten Wildlederschuhe als bekanntes Zeichen. Ab 1858 gab es mit Mauvein gefärbte Stoffe und bis mindestens 1869 galt sie als angesagte Modefarbe. Sie wurde auch von Schwulen verwendet, was bis in die 1980er Jahre bekannt ist. In Festland-Europa hatte dagegen die Farbe Lila zumindest in den 1920er und 1930er Jahren Symbolkraft, was auch den Titel des Lila Liedes erklärt. In den 1960er Jahren wurde es in Europa die Farbe Rosa und heute ist es vor allem der Regenbogen. Etwas Besonderes ist der Hanky-Code der Lederszene. Dieser verrät durch seine Farben spezifische sexuelle Vorlieben des Trägers.
Wenn es zeitlich passt (also beide Partner auf der Suche sind, die Situation nicht kompromittierend ist und Ähnliches), kann Cruising zu sofortigem (aber nicht zwingend notwendigem) anonymen Sex führen, der aber nicht mehr eigentlicher Teil des Cruisings ist. Entweder kann er schnell in der näheren Umgebung stattfinden, wie beispielsweise zwischen Büschen, im Auto, in Toilettenkabinen oder Ruhekabinen, oder man fährt zu einem der Partner nach Hause. Ist an einem Platz Sex direkt möglich, so kann das Ganze ohne verbale Kommunikation funktionieren, im besten Fall vom Suchen bis zum Sex innerhalb von Minuten. Wenn es nicht passt, finden erfahrene Cruiser ein Hilfsmittel, um sich Informationen für einen zukünftigen Kontakt zukommen zu lassen, sogar ohne andere Personen aufmerksam werden zu lassen. Cruising ist meistens eine schnelle Suche nach einem einmaligen, unbezahlten Sexpartner, kann aber genauso eine längere Suche nach einem Kandidaten für eine Langzeitbeziehung sein. Selten ist Prostitution im Spiel.
Eine Beschreibung offenen Cruisings in einer amerikanischen Großstadt aus dem Jahre 1951:

„Einige stehen untätig vor dem Geschäftsportal, geben vor, die Auslagen zu betrachten, oft mit den Händen in den Taschen. Andere gehen langsam, drehen sich, schauen, fixieren, gehen vorbei, drehen sich wieder um.
‚Sag, Kumpel, hast du eine Uhrzeit?‘
‚Es muß etwa elf sein …‘ […]
Das Wetter könnte das nächste Thema sein auf der Suche, die verebbende Konversation am Leben zu halten.
‚Es ist ein wenig frisch heute Nacht, nicht wahr?.‘
‚Nicht so schlimm. Ich bin eigentlich selbst sehr heiß.‘
Eine Welle gekünstelten Lachens, nicht in Anerkennung des Humors, aber Teil der Bemühungen, eine gemeinsame Verbindung herzustellen durch die Doppeldeutigkeit und den folgenden Lacher als Bestätigung. Die beiden durchbrachen damit den Anschein der Fassade und machen ihren ersten Versuch, in das Geheimnis des anderen einzudringen.
‚Lebst du hier in der Nähe?‘
‚Ich bin von außerhalb der Stadt … bin hier in der Nähe untergebracht … nur die Straße runter und um die Ecke.‘
‚Ich werde es nicht kennen. Ich komme nicht sehr oft an diese Orte.‘
‚Du solltest. Es ist ein durchaus lebenslustiger/schwuler Platz.‘ (‚It’s quite a gay place‘)
Das Wort ist gefallen, und die Verbindung wurde etabliert.“

## Cruising-Areas
Sehr viele größere urbane Zentren haben Örtlichkeiten, an denen man meistens Partner findet, manchmal auch kleinere Städte; kleinere Orte meist nur in der Nähe großer Städte oder als Touristenzentren. Auch wenn kein offizielles oder inoffizielles schwules Lokal existiert, gibt es sozusagen als Mindestausstattung oft eine Cruising-Area. Sie entstehen meist unter folgenden Bedingungen:
- wo es die Möglichkeit gibt, viele Leute in einer kurzen Zeitperiode oder konzentriert auf einem Platz zu sehen, wie Brücken (früher), die Umgebung von Theatern, nachdem eine Vorstellung vorbei ist, und viel genutzte Wege, Straßen, Passagen und Einkaufszentren, oder auch die Umgebung dieser Plätze
- Wo es die Möglichkeit gibt, herumzulungern, ohne die Aufmerksamkeit auf sich zu ziehen.
- wo es die Möglichkeit gibt, im Bedarfsfall schnell zu flüchten
- wo es die Möglichkeit gibt, die Genitalien aufzudecken wie Urinale, Bäder und Saunen

Strände sind öfter abgelegener. Für möglichst schnellen Sex ist eine etwas abgeschirmte Örtlichkeit in der Nähe, wie etwa ein Gebüsch oder ein Hotel, von Vorteil. Manchmal spielt sich auch fast alles in kleinen Wäldern ab, wo dann Trampelpfade durchlaufen werden. Cruising kann auch an unterschiedlichen Schauplätzen (beispielsweise Park/Bar) leicht verschiedene, abgewandelte Bedeutungen haben, das Grundkonzept bleibt hingegen dasselbe.
- Outdoor-Cruising
Outdoor-Cruising entsteht immer „wild“, des Öfteren wird versucht, etwas dagegen zu unternehmen.
  - Outdoor-Cruising im öffentlichen Bereich
Direkt im urbanen Bereich sind Cruising-Areas vor allem Parks oder Plätze (oder bestimmte Bereiche davon) und bestimmte Straßenzüge, sogenannte „Klappen“ bzw. österreichisch „Logen“ (öffentliche Toilettenanlagen) und deren Umgebung sowie Sommerbäder. Weitere Cruising-Areas findet man an Stränden, Badeseen und Parkplätzen (vor allem Autobahnparkplätze bzw. deren angrenzende Gebüsche oder Wälder).
- Indoor-Cruising
Indoor gibt es „wildes“ Cruising, aber auch Formen an nichtöffentlichen bis hin zu privaten Orten, bei denen die sexuelle Tätigkeit mehr oder weniger vom „Hausherrn“ vorgesehen ist.
  - Indoor-Cruising im öffentlichen Bereich
Dies findet vor allem in Einkaufszentren und deren Klappen, Schwimmbädern, U-Bahn-Stationen, Spielhallen und öffentlichen Gebäuden wie Universitäten und deren Klappen, Fitnessstudios, vor allem in den USA und vor allem früher auch in Hotellobbys, Restaurants und Büchereien, selbst in Opernhäusern statt.
  - Indoor-Cruising im allgemeinen sexuellen Bereich
In großen Sexshops mit Videokabinen und in (heterosexuellen) Sexkinos wird gecruist. Manchmal wird etwas dagegen unternommen, manchmal geduldet und manchmal stellt man sich darauf ein. Manche sonst heterosexuelle Swingerclubs bieten eigene Themenabende für Schwule an, wo dann ähnliche Verhaltensweisen feststellbar sind.
  - Indoor-Cruising im geschützten schwulen Bereich
Ein Ort zum Cruisen sind schwule Saunen, in den USA auch „bath houses“ genannt. Seit etwa Mitte der 1980er Jahre gibt es auch in Europa in einigen Bars eigens bestimmte Räume, die von Gästen für Sex benutzt werden können, die Darkrooms. Cruising spielt sich vor allem darinnen ab, aber auch in den davor liegenden Räumlichkeiten. Besonders der Darkroom-Eingang wird von manchen im Auge behalten. Manchmal wird bei schwulen Veranstaltungen auch von einem Cruising-Bereich gesprochen, wenn eigens zum Zweck des Findens eines Partners ein entsprechender Bereich vorgesehen wurde (zum Beispiel bei Diskoveranstaltungen oder größeren Partys). Aber auch in normalen Bars und Discos kann man cruisen, sogar auf der Tanzfläche. Vor allem im Englischen kann der wiederholte Lokalwechsel generell als „cruising through the bars“ bezeichnet werden.
- Virtuelles Cruising
Eine recht neue und mit veränderten Verhaltensweisen einhergehende Art zu cruisen und kurzfristige Sexpartner kennenzulernen ist das Internet. Hier bieten sich bestimmte Chats und spezielle Kontaktportale an, von denen – betrachtet man den gesamten deutschsprachigen Raum als Ganzes – Romeo das größte ist.

## Geschichte und Veränderungen
In gegenüber Homosexuellen repressiven Zeiten sind Cruising-Areas oft die einzigen oder zumindest häufigsten Treffpunkte von Schwulen. Man hat dann hier seine Sexerlebnisse und lebt sonst oft unerkannt unter Heterosexuellen. Deshalb findet man auch gerade an diesen Orten immer wieder Bisexuelle oder heterosexuelle Männer, die Sex mit Männern haben (Straight Men Who Have Sex with Men, SMSM).
Die früheste Erwähnung findet sich bei Ovid in seiner Ars amatoria aus dem 1. Jahrhundert vor Christus. Als favorisierte Cruising-Areas empfahl er den Marktplatz, den Tempel und die Rennbahn. Er gab auch Hinweise (nicht sexistisch) wo man Frauen kennen lernen kann und Hinweise für die Frauen selber. Auch aus dem Mittelalter – aus einigen Prozessakten von Sodomitenprozessen – sind Stadtgebiete und auch öffentliche Toilettenanlagen bekannt, die als einschlägige Treffpunkte erwähnt wurden.
Die Vorboten der Industrialisierung und der Urbanisierung der Städte im England am Ende des 17. Jahrhunderts und im beginnenden 18. Jh. brachten eine signifikante Anzahl alleinstehender Männer der Arbeiterklasse nach London – welches die damals größte Stadt wird – und in andere größere Städte. Gleichzeitig kamen Zeitungen auf und bessere Überwachung. So wurde einemännliche Subkultur entdeckt. Diese Subkultur hatte prinzipiell schon vieles heute Bekannte, außer politisches Selbstbewusstsein. Es gab auch Molly Houses, Vorläufer von schwulen Bars und Clubs. Mitte der 1720er Jahre gab es in London mehr einschlägige Lokale als in den 1950er Jahren. Systematische Bestrebungen, diese neue Subkultur zu unterbinden, können bis 1699 zurückverfolgt werden, als die Polizei Razzien in Parks in Windsor und London durchführte. Im Jahre 1707 wurden über einhundert Männer bei einer Serie von stark publizierten Razzien in Londoner Parks und molly houses verhaftet. Ein Auslöser waren die Aktivitäten der Society for the Reformation of Manners bei der London Bridge. Sie arbeitete auch mit Spitzeln und Ködern. Das weit verbreitete Flugblatt The Woman Hater's Lament druckte Holzschnitte von den Suiziden dreier verhafteter Männer. Am Moorfields, einem offenen Platz in London, wurde William Brown verhaftet, weil er Sex mit einem anderen Mann hatte. In seiner Befragung im Jahre 1726 war er auf die Frage, warum er sich so unanständige Freiheiten mit einem anderen Mann erlaubt habe, „nicht beschämt zu sagen“: „I did it because I thought I knew him, and I think there is no Crime in making what use I please of my own Body.“ („Ich tat es, weil ich dachte, dass ich ihn kenne, und ich glaube, es ist kein Verbrechen, meinen Körper so zu verwenden wie ich will.“) Am Moorfields gab es auch einen Weg, der lokal als the Sodomites’ Walk bekannt war. Als Cruisingtechnik standen dort Männer und gaben vor, Wasser zu lassen. Weitere beliebte Cruising-Areas zu dieser Zeit, von den mollies als the markets bezeichnet, auf denen sie strolling and caterwauling gingen, waren Plätze in Covent Garden und West Smithfield, die Grünflächen des Lincoln’s Inn, die Gärten des St. James’s Park, die London Bridge und das Royal Exchange, wo 1907 43 He-Strumpets, ein Sodomistenclub, verhaftet wurden. Es gab auch schon aktive Klappen mit Glory Holes. Das bog-house im Savoy hatte schon im Jahre 1700 ein rund ausgeschnittenes Loch in der Trennwand zwischen den Kabinen. In den 1720er Jahren waren die bog-houses in New Square und im Lincoln’s Inn – nahe der Gerichte und in den 1680er Jahren als erstes Urinal Londons erbaut – als molly market bekannt. Für die Allgemeinheit waren die auffälligsten Anzeichen der neuen Subkultur Cross-Dressing einiger Personen, wenig sexuelles Interesse an Frauen und die Gerichtsverfahren. Neben Thomas Gilbert mit seinem Gedicht A View of the City berichteten auch andere Literaten dieser Zeit von der nächtlichen Verwendung der öffentlichen Plätze. Nach den letzten großen Razzien in den Jahren 1725 und 1726 gab es für dieses Jahrhundert keine systematischen polizeilichen Verfolgungen mehr an Treffpunkten. Die meisten Fälle wurden von Anzeigen durch Bürger ausgelöst. Das letzte Molly House wurde 1810 geschlossen. In den 1760ern entwickelten die statt molly nun madge-culls Genannten eigene Signale. „Wenn einer dieser auf einer Bank sitzt, klopft er auf seinen Handrücken; wenn du ihm folgst, stecken sie ein weißes Taschentuch durch die Schürze ihres Mantels und winken damit hin und her; aber wenn sie dir begegnen, stecken ihre Daumen in den Achselhöhlen ihrer Westen und sie spielen mit den Fingern auf ihrer Brust.“
Ab 1703 gibt es Nachweise von Cruising-Areas in Den Haag, wo sich Homosexuelle anhand spezieller Zeichen erkannten und es Zirkel von Männern gab, welche sie ausraubten und erpressten. In Amsterdam waren Cruising-Areas die Arkaden des Rathauses, die Börse, Kirchen, Theater, Stadtmauern, spezifische Straßen, das Unterholz innerhalb und außerhalb der Stadtmauer und einige öffentliche Toiletten unter den unzähligen Brücken von Amsterdam, von denen die beliebtesten auch spezielle Namen wie Die alte Dame oder Die lange Dame erhielten. Bis etwa 1725 wurden nur Fälle angeklagt, welche von den Bürgern zugetragen wurden. Dann erreichten die Behörden eine eigenständige Rolle in der Verfolgung und der Untersuchung von Verbrechen, und seit diesem Zeitpunkt begann der Außendienst Informationen zu sammeln, die Subkultur kam ans Licht und dies führte zu Massenprozessen. In den 1760er Jahren wurden viele Sodomiten verhaftet. Ab der Mitte des 18. Jh. gab es auch etwas Ähnliches wie die molly houses und Tavernen, welche lolhuysen („Spaßhäuser“) genannt wurden. Eine Hand auf der Hüfte war damals keine Imitation von Frauen, sondern ein Signal an sich.
In Paris wurden die Cruising-Areas in den 1710er Jahren von der Polizei entdeckt. Beliebte Plätze waren die Tuileries, der Jardin du Luxembourg, die Boulevards entlang des ehemaligen Befestigungswalls, die Kais und die Pont Neuf, von der man dann in eine der Tavernen ging und sich ein Zimmer mietete. Mit Hilfe von mouches (Agent Provokateurs), später mit patrouilles de pédérastie („Päderastenpatrouillen“) erfolgte die Aufdeckung. Die schon vorhandene Subkultur machte es der Pariser Polizei leicht, 1725 eine Liste mit 20.000 Sodomiten zusammenzustellen.
Am 7. April 1766 wurde der Wiener Prater, der ehemalige Kaiserliche Jagdpark, der Öffentlichkeit übergeben. In der Verlautbarung wurden „die allzu abgelegenen Ort und dicke Waldung, wegen sonst etwa zu besorgenden Unfugs und Mißbrauch alleinig ausgenommen“ und bei den Tätigkeiten verfügt „daß niemanden bey solcher zu mehrerer Ergötzlichkeit des Publici allergnädigst verstattenden Freyheit sich gelusten lassen werde, eine Unfüglichkeit, oder sonstig unerlaubte Ausschweifungen zu unternehmen, und anmit zu einem allerhöchsten Mißfallen Anlaß zu geben.“ Am Tag seiner Eröffnung wurden 102 Männer beim Koitus festgenommen und 2000 Prostituierte gezählt. Der hintere Teil des Praters, die Hirschau, blieb noch länger kaiserliches Reservat und für die Öffentlichkeit gesperrt. Dadurch wurde es das bevorzugte Gebiet für Liebespaare aller Art. Man versuchte dies durch Überwachungen, Verbote und „Aushauen“ der dichten Gebüsche zu unterbinden, doch die Reglements lassen auf ein reges Sexualverhalten der Parkbesucher schließen. Aufgegriffene Liebespaare, ob gemischt- oder gleichgeschlechtlich, wurden aus den Auen vertrieben oder auf die Wache gebracht. Bis heute gibt es einen Treffpunkt für männerbegehrende Männer in einem Dickicht nahe der Hauptallee. Das wahrscheinlich früheste Zeugnis einer sexuellen Begegnung in einer Parkanlage ist ein Strafakt aus dem Jahre 1841. Damals wurden von einem k.k. Hofburgwachgemeinen zwei Männer im Volksgarten im Bereich des Theseustempels in flagranti beim Afterverkehr erwischt. Auch eine weitere der repräsentativsten und sehr zentral gelegenen Parkanlagen der Stadt ist seit den 1920er Jahren sehr beliebt, der Rathauspark. Eine weitere Besonderheit Wiens ist eine eindeutige soziale oder klassenspezifische Differenzierung des Publikums verschiedener Cruisinggebiete und Lokalitäten, die nur von den höheren zu den niederen Schichten manchmal durchbrochen wurde. (Beispielsweise damaliger Kolowratring, heutiger Schubertring für die besseren Leute versus Prater oder Spittelberg)
Unter Friedrich II. (1712/1740–1786) nahm die Bevölkerung Berlins um 50 % zu. Der Wiener Autor Johann Friedel (1751–1789) veröffentlichte 1782 anonym seine Briefe über die Galanterien von Berlin. Drei der insgesamt 29 Briefe behandeln überwiegend gleichgeschlechtliches Leben in Berlin, ein früher Beleg für die Formulierung „Warme Brüder“, die erste literarische Beschreibung von Cruising und männlicher Prostitution in der Stadt, und beschreiben eine spezifische Mode unter den Warmen des Rokoko, welche von der Mehrheitsgesellschaft langsam übernommen wurde: „Der erste Eifer ging so weit, daß sich die jungen Pürschgen, die sich der Päderastie bestimmten, durch sichtbare Kennzeichen im Anzuge von den übrigen unterschieden. So war lange Zeit ein Jüngling mit einem starken Haarzopf, stark bepuderten Rücken, und einer dicken Halsbinde – ein Zeichen, daß er in die Gesellschaft der Warmen gehöre. Die Mitkonsorten wurden aber, da man an den dicken Zöpfen und stark bepuderten Rücken und dergleichen als einer neuen Mode bald Wohlgefallen fand, und nachahmte, sehr oft in ihrer Erwartung hintergangen.“
In Schweden gibt es die ersten Hinweise auf öffentliche Treffpunkte in Stockholm 1883 am Nybroplan, wo es vor allem Soldatenprostitution gab, die Polizei ging aber erst ab den 1940er Jahren massiver dagegen vor. Ein weiterer Platz waren die Urinale im Humlegården. Weitere Plätze mit ersten Sichtungen waren in Malmö 1911 der Gustav Adolf Platz und in Göteborg 1919 das Exercisheden.
Historisch legendär sind die US-amerikanischen YMCA-Gebäude – Orte exklusiver junger Männlichkeit – als Cruising-Areas, konträr zur historischen Propagierung der Keuschheit. Viele Gelegenheiten für sexuelle Experimente gab es besonders in den Sporthallen und später auch in den Schwimmhallen, in denen man aus technischen und Hygienegründen Mitte des 20. Jahrhunderts oft nackt schwamm. Dies dauerte vor allem von den 1890er Jahren bis in die späten 1960er Jahre, als durch die aufkommende radikalere Schwulenbewegung die öffentliche Aufmerksamkeit auch gegenüber dem Cruising stieg. Dies bewirkte, dass Aktivitäten in den YMCAs stärker überprüft und somit gefährlicher wurden. Nach dem Zweiten Weltkrieg bis in die 1970er Jahre, und teilweise noch bis heute (Larry Craig 2007), werden Cruising-Areas und vor allem Klappen von der Polizei überwacht. Zur damaligen Zeit verwendete man Lockvögel, Gucklöcher, Verstecke und Filmkameras durch Gucklöcher und in Zwischendecken, um die Orte zu überwachen. Im März 1966 wurde der UCLA Law Review über das Vorgehen der Polizei im Los Angeles County gegen Homosexuelle veröffentlicht. Er gilt als die detaillierteste Studie über die damaligen Polizeimethoden. Er enthält Interviews mit Polizisten und Protokolle der Sittenpolizei um die Diskriminierungen zu dokumentieren. 927 Verhaftungen wurden analysiert, davon waren 493 wegen „Sodomie“ (Analverkehr) oder Oralverkehr und 434 wegen ordnungswidrigen Verhaltens. Mehr als die Hälfte kamen durch Fallenstellen zustande. Die Verwendung von „Ködern“ war bei der Polizei weit verbreitet, um Verbrechen durch die Männer anzuzeigen, so dass sie verhaftet werden konnten. Dabei wurde auch Signale zurückgegeben, ohne die sich die meisten Männer auf nichts eingelassen hätten. Allgemein war es Polizistinnen nicht gestattet, als Köder aufzutreten, da die Arbeit als „zu entwürdigend“ angesehen wurde. 274 Verhaftungen wurden in öffentlichen Toiletten vorgenommen. Bei 5 % der Verhaftungen kam es zu gewalttätigem Widerstand durch die Verhafteten. In 98 % der Fälle war die einzige Evidenz eines Verbrechens die Aussage des verhaftenden Polizisten, der es meist verdeckt beobachtet hatte. Das Verhältnis verhafteter Schwuler zu Lesben war 99:1. 70 % der Verhafteten hatten keine bisherige Vorstrafe, 98 % der Verhaftungen waren ordnungswidrig. 5 % der Verhaftungen wegen Analverkehr und Oralverkehr fanden in der Wohnung des Verbrechers statt, im Gegensatz zu 1 % der Verhaftungen wegen ordnungswidrigen Verhaltens. 98 % der Verhafteten verzichteten auf ein Gerichtsverfahren. 93 % der zu bezahlenden Anzeigen waren wegen Oralverkehrs im Gegensatz zu 7 % wegen Analverkehrs. 26 % plädierten schuldig für das vorgeworfene Verbrechen, 4 % für ein geringeres Verbrechen und 70 % plädierten nicht schuldig. Die Polizei in Santa Monica hatte ein System, Verdächtige zu registrieren, welche durch die Polizei befragt wurden. Wurde wieder Verdacht geschöpft und sie angehalten, wurden sie automatisch wegen „Herumlungerns für einen unzüchtigen Zweck“ verhaftet. Markierte Funkstreifenwagen parkten vor Schwulenbars und alle Gäste wurden beim Verlassen des Lokals befragt. Viele Verhaftungen wurden wegen „unachtsamen Überquerens einer Straße“ gemacht.
In den letzten Dekaden des 19. Jahrhunderts entstand die Vorstellung von Cruising als Weg des Erlebens der modernen Stadt. Vor allem für das 20. Jahrhundert ist einer der Wege, Cruising zu lokalisieren, Verhaftungen und die Presseberichte darüber. (Walter Jenkins 1964, Franz Grobben 1966, Ron Davies 2003, George Michael 1998 & 2008, Larry Craig 2007) Im Gegensatz dazu gibt es im London und New York des späten 19. Jh. zwar wiederholt Presseberichte über Verhaftungen, die näheren Umstände werden aber nie erhellt.
AIDS führte ab 1982 dazu, dass Cruising für gelegentliche Sexpartner bei beiden Geschlechtern, gleich welcher sexuellen Orientierung, gehemmt wurde. Potenzielle Partner wollen jetzt eher eine „förmliche Vorstellung“, um Hintergrundinformation zu erhalten. Vor allem in den 1970er Jahren spielte sich im Cruising-Bereich viel mehr ab.
Stark verändert wurde das Cruising-Verhalten durch das Internet. In einer nicht repräsentativen Untersuchung aus dem Jahre 2007 über das Raumverhalten schwuler Männer in Wien sagten 73,2 % der Cruiser in der Stichprobe, dass das Internet ihr Cruisingverhalten geändert hat, wobei der Wert in allen Altersklassen auf etwa gleichem Niveau ist. 42 % gaben an, dass sie durch das Internet öfter cruisen. Vor allem bei den Altersklasse „20 bis 29 Jahre“ haben 51,7 % und bei „50 Jahre und älter“ 50,0 % ihre Cruisinghäufigkeit gesteigert. Seltener in Bars bzw. Saunen gehen 31 % und bei 27 % hat sich dadurch die Häufigkeit des Outdoor-Cruisings verringert. Cruising verliert durch den Cyberspace stark seine Bindung an den physischen Raum.
Da Cruising in den meisten westlichen Industrieländern heute nicht mehr die einzige oder eine hauptsächliche Möglichkeit ist, sexuelle Kontakte zu knüpfen, wird in aktuellen Arbeiten die damit einhergehende Transgression, private Akte in die Semi-Öffentlichkeit zu bringen, eher als Fetisch gesehen. Dieser besteht im Verstecken, in der Möglichkeit des Erwischtwerdens oder des es einfach „unter der Nase der Gesellschaft zu tun.“

## Häufigkeit
In einer Wiener Online-Untersuchung zum räumlichen Verhalten von Schwulen im Jahre 2007 sagten 43,1 % der Stichprobe (n=434), dass sie nie in Bars/Saunen, Outdoor oder im Internet cruisen, 39,2 % tun dies selten, 12,9 % oft und 4,8 % regelmäßig, wobei mit dem Alter auch die Häufigkeit steigt. Die Altersgruppe „40 bis 49 Jahre“ geht der Tätigkeit des Cruising am häufigsten nach. Dies kann sowohl auf eine Veränderung im Laufe des Lebens hinweisen, als auch auf eine Veränderung der Gewohnheiten im Laufe der Generationen.
| Altersklasse          | Bar/Saunen % | Outdoor % | Internet % |
| --------------------- | ------------ | --------- | ---------- |
| jünger als 20 Jahre   | 0,0          | 11,1      | 88,9       |
| 20 bis 29 Jahre       | 20,5         | 8,4       | 71,1       |
| 30 bis 39 Jahre       | 41,7         | 7,1       | 51,2       |
| 40 bis 49 Jahre       | 32,7         | 7,7       | 59,6       |
| 50 Jahre und älter    | 15,4         | 15,4      | 69,2       |
| Gesamt (2,1 % fehlen) | 27,8         | 8,1       | 62,0       |

| Umgebung | n   | %    |
| --- | --- | ---- |
| Freundeskreis | 180 | 74 % |
| GayRomeo | 144 | 60 % |
| Clubs/Partys | 127 | 53 % |
| Cafés/Bars | 123 | 51 % |
| Schwule Saunen | 55  | 21 % |
| Parks, Klappen, Parkplätze | 42  | —    |
| Gaychat | 41  | —    |
| Darkrooms | 39  | —    |
| Andere | 30  | —    |
| Gaydar / andere Chatsysteme | 22  | —    |
| Internetumfrage zu antischwuler Gewalt, N = 260, Mehrfachnennung möglich, 38 % aus Köln, 27 % aus NRW und 33 % aus anderen Orten; Alter: 15–65 Jahre, Durchschnitt: 31 Jahre |     |      |

| Umgebung | überhaupt nicht | selten | mehrmals im Monat | mehrmals in der Woche | überhaupt |
| --- | --------------- | ------ | ----------------- | --------------------- | --------- |
| Bars/Lokale                                                                                                 | 17,3            | 45,0   | 32,6              | 5,1                   | 82,7      |
| Cafés, Buchläden                                                                                            | 24,3            | 47,9   | 24,4              | 3,4                   | 75,7      |
| Club-Partys/Discos                                                                                          | 27,4            | 44,9   | 25,3              | 2,4                   | 72,6      |
| Schwule Infoläden                                                                                           | 59,7            | 35,9   | 3,9               | 0,6                   | 40,3      |
| Schwule Saunen                                                                                              | 64,5            | 27,7   | 7,2               | 0,6                   | 35,5      |
| Sportstudios                                                                                                | 67,9            | 14,2   | 8,9               | 9,0                   | 32,1      |
| Sex-/Pornokinos                                                                                             | 69,2            | 23,9   | 6,3               | 0,7                   | 30,8      |
| Parks zum Cruisen                                                                                           | 74,0            | 20,2   | 5,0               | 0,9                   | 26,0      |
| Lederlokale, -clubs                                                                                         | 80,0            | 14,9   | 4,6               | 0,6                   | 20,0      |
| Sex-Partys                                                                                                  | 81,4            | 15,1   | 3,1               | 0,4                   | 18,6      |
| Toiletten, Klappen                                                                                          | 83,6            | 12,7   | 3,1               | 0,7                   | 16,4      |
| Bundesweite Umfrage zu antischwuler Gewalt von Maneo Berlin, Internet & Papier über Szenemedien, N = 23.949 |                 |        |                   |                       |           |

## Rechtliche Situation, Gefahren
In Ländern, in denen schwule Sexualität verboten oder gesellschaftlich stark geächtet ist, kann Cruising – auch wenn fast aus jedem Land Cruising-Areas bekannt sind – eine durchaus gefährliche Angelegenheit werden (sowohl strafrechtlich als auch wegen der Wahrscheinlichkeit von Gewaltverbrechen). Viele gehen nach Gewaltverbrechen nicht zur Polizei, aus der Angst heraus, schief angeschaut zu werden oder sogar in Zukunft Repressalien erwarten zu müssen. Einige Täter suchen gerade deshalb solche Orte für Überfälle aus, da die Chancen von Anzeigen geringer sind als an anderen Orten. Homophobe Vorurteile spielen manchmal auch eine Rolle bei der Verurteilung der Täter. Im Jahre 1989 verminderte ein Richter in Dallas die Strafe für einen achtzehnjährigen Mörder zweier schwuler Männer, da er sie in einer Cruising-Zone ermordet hatte. Dort hätten die Opfer, so spekulierte der Richter, nach Kindern Ausschau halten können, um sie sexuell zu belästigen.

## Kulturelle Rezeption
Auf der 1977 veröffentlichten Debütplatte der Village People mit demselben Namen wird im dritten Lied Fire Island besungen. Dort heißt es unter anderem „Don’t go in the bushes, someone might grab ya.“ („Geh nicht in die Büsche, jemand könnte nach dir grapschen.“)
Die Gruppe Boys Town Gang veröffentlichte 1981 das Lied Cruisin’ the Streets, wobei vor allem die zwölf Minuten lange Version recht explizit ist.
Das Künstlerduo Michael Elmgreen und Ingar Dragset, die sich 1994 in einer Kopenhagener Schwulendisco kennenlernten, starteten 1995 die Werkserie Powerless Structures („machtlose Strukturen“), in der es um die Wahrnehmung von aus ihrem Kontext herausgerissenen institutionalisierten Räumen geht. 1998 platzierten sie in einem Park der dänischen Stadt Aarhus einen strahlend weißen Container mit labyrinthartigen Räumen und Löchern in den Wänden, einen „Cruising Pavillon“, einen Darkroom in unschuldigem Weiß.
Im Film Cruising spielt Al Pacino einen New Yorker Cop, der undercover in der schwulen SM-Szene ermittelt.

### Deutsch
- Laud Humphreys: Klappen-Sexualität. Homosexuelle Kontakte in der Öffentlichkeit. Vorwort von Jürgen Friedrichs. In: Hans Bürger-Prinz, Gunther Schmidt, Eberhard Schorsch und Volkmar Sigusch (Hrsg.): Beiträge zur Sexualforschung. Band 54. Enke, Stuttgart 1974, ISBN 978-3-432-02305-2.
- Sabine Hark: Qe(e)re Besetzungen öffentlicher Räume. Lesbisch-schwule Subkulturen, in: S. Thabe (Hrsg.): Raum und Sicherheit. Dortmunder Beiträge zur Raumplanung; 106: Blaue Reihe. IRPUD, Dortmund 2001, S. 92–100.
- Helge Mooshammer: Cruising – Architektur, Psychoanalyse und Queer Cultures. Wien 2005, ISBN 3-205-77294-6 (Rezension von P. Hoerz).
- M. Haase, M. Siegel, M. Wünsch (Hrsg.) Outside. Die Politik queerer Räume, b_books Verlag, Berlin 2005, ISBN 3-933557-25-9.

### Englisch
- Mark W. Turner: Backward Glances: Cruising the Queer Streets of New York and London, Reaktion Books, 2003, ISBN 1-86189-180-6.
- G. B. Ingram, A.-M. Bouthillette, Y. Retter (Hrsg.): Queers in space: communities, public places, sites of resistance, Bay Press, Seattle 1997, ISBN 0-941920-44-5.
- Mark Freedman, Harvey Mayes: Loving Men, Hark, New York 1976.
- J. A. Lee: Getting Sex, General, Toronto 1978.
- William Leap: Public Sex/gay Space, Columbia University Press, 1999, ISBN 0-231-10691-2.
- Ben Gove: Cruising Culture: Promiscuity, Desire and American Gay Literature, Edinburgh University Press, 2000, ISBN 0-7486-1361-7.
- Daniel P. Schluter: Gay Life in the Former USSR: Fraternity Without Community, Routledge, 2002, ISBN 0-415-93233-5, Kapitel 4 - Ecological-Level Institutions as Soviet Gay places, S. 87 ff.
- Nicole Ariana: How to Pick up Men, Bantam, New York 1972, ISBN 0-553-08270-1.
- Brian C. Kelly, Miguel A. Muñoz‐Laboy: Sexual place, spatial change, and the social reorganization of sexual culture. In: The Journal of Sex Research. Band 42, Nr. 4, 2005, S. 359–366, doi:10.1080/00224490509552292.